# ティム・スパルフ
ティム・スパルフ（フィンランド語: Tim Sparv、1987年2月20日 - ）は、フィンランドの元サッカー選手。元フィンランド代表。現役時代のポジションはMF。

## クラブ歴
オラヴァイネンに生まれ、2003年にサウサンプトンFCの下部組織に入った。2005年のユースカップで決勝に進出したメンバーの一人となり、セオ・ウォルコットとともにピッチに立ったが、イプスウィッチ・タウンFCに敗れた。2006-07シーズンにトップチームに昇格したが、リザーブチームでの出場に止まりトップチームでの出場機会はなかった。
2007年1月7日にアルスヴェンスカンのハルムスタッズBKに父親とハルムスタッズの元プレーヤーであるミカエル・スヴェンソンの勧めで移籍した。病気から快復した後に出場機会を失ってしまい、2008年5月1日にヴァーサン・パロセウラにレンタル移籍した。
2009年8月にはFCフローニンゲンへの移籍が目前となったが、ハルムスタッズがこれを拒否したために移籍は結実しなかった。しかし8月14日に、2010年1月1日に移籍する事がフローニンゲン側から発表された。移籍後初出場となったAZアルクマール戦で初得点、1-1の引分に試合を持ち込んだ。
2013年5月に3年契約でSpVggグロイター・フュルトに移籍。2013年7月21日に行われたアルミニア・ビーレフェルト戦で2.ブンデスリーガ初出場。
2014年7月3日に4年契約でデンマーク・スーペルリーガのFCミッティランに4年契約で移籍。2015年8月20日に行われたUEFAヨーロッパリーグ 2015-16予選プレーオフ第1試合のサウサンプトン戦でミッティラン初出場、2戦ともに出場し古巣を蹴落とした。
2020年8月26日、ギリシャのAEL 1964に移籍した。
2021年7月22日、HJKヘルシンキに移籍した。

## 代表歴
2003 FIFA U-17世界選手権に選出され、フィンランドのメンバー内では2番目に若い選手であったが、地元開催のこの大会で出場機会を得る事はなかった。2006年10月7日にU-21代表で初出場、UEFA U-21欧州選手権2009予選の10試合中9試合に出場し本戦出場に大きく貢献した。本戦では主将を務めたが、2009年6月15日に行われた同大会イングランドU-21代表戦で敗れてフィンランドは姿を消す事となった。
2009年2月4日に行われた日本代表との親善試合でフィンランドA代表初出場となったが、5-1で敗れた。2009年10月10日に行われた2010 FIFAワールドカップ・ヨーロッパ予選のウェールズ代表戦でワールドカップ予選初出場。2012年8月15日に行われた北アイルランド代表戦で代表初得点。

## 個人成績
| #  | 日附          | 場所                             | 対戦相手       | 得点 | 結果 | 大会     |
| -- | ------------- | -------------------------------- | -------------- | ---- | ---- | -------- |
| 1. | 2012年8月15日 | ベルファスト・ウィンザー・パーク | 北アイルランド | 1–2  | 3–3  | 親善試合 |

## タイトル

### クラブ
ミッティラン
- デンマーク・スーペルリーガ: 2014-15, 2017-18, 2019-20
- デンマーク・カップ: 2018-19

### 個人
- フィンランドU-21年間最優秀サッカー選手賞: 2007[18]
- FCミッティラン年間最優秀選手賞: 2015
- フィンランド年間最優秀サッカー選手賞: 2015[19]